# Gustav Gschier
Gustav Gschier (30. listopadu 1852 Cheb – 29. prosince 1916 Cheb) byl rakouský a český advokát a politik německé národnosti, v závěru 19. století poslanec Českého zemského sněmu, na přelomu století starosta Chebu.

## Biografie
Jeho otcem byl chebský právník a politik (a též starosta Chebu) Anton Gschier. Gustav Gschier také vystudoval práva. Pracoval jako advokát v Chebu. V letech 1892–1911 působil jako chebský starosta. V roce 1912 mu Cheb udělil čestné občanství.
V 80. letech 19. století se zapojil i do zemské politiky. Ve volbách roku 1889 byl vyslán na Český zemský sněm za městskou kurii (obvod Cheb). Uvádí se jako německý liberál (takzvaná Ústavní strana, později Německá pokroková strana). Rezignace na mandát byla oznámena v dubnu 1893.
Zemřel v prosinci 1916. Pohřben byl v rodinné hrobce na Městském hřbitově v Chebu.

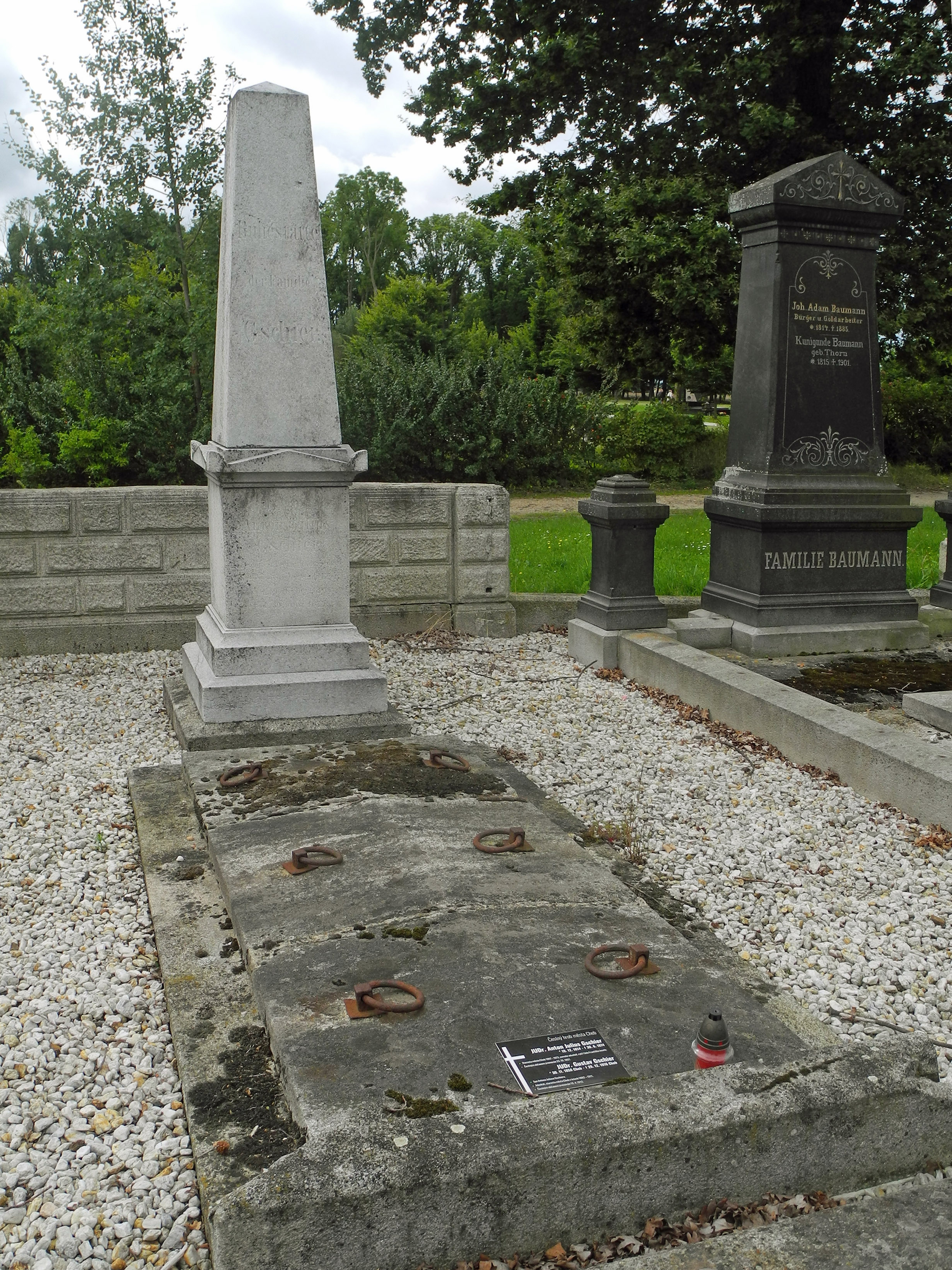
Hrobka rodiny Gschierovy na Městském hřbitově v Chebu